# 암모니아 자동차
암모니아 자동차는 기존의 가솔린 자동차에 가솔린 30%와 암모니아 70%를 혼합하여 사용하는 것을 말한다. 2013년 한국에서 개발에 성공했다.
2013년 5월 28일 미래창조과학부는 한국에너지기술연구원 김종남, 우영민 박사팀이 암모니아 자동차를 개발했다고 발표했다. 10년 이내에 상용화할 수 있다.
미국과 이탈리아에 이은 개발 성공이다. 기아 모닝을 개조하여 시속 80km 주행시험을 거쳤다.

## 암모니아

### 가격
현재 암모니아 가격은 리터당 488원이다. 가솔린 대비 발열량이 약 44.3%여서 가솔린 열량으로 환산할 경우 리터당 1,102원이다. 따라서 현재 가솔린차에 비해 가격 차이가 거의 없다. 그러나 절반 가격으로 낮출 수 있는 암모니아 생산 기법이 존재한다.

### 친환경성
암모니아는 이산화탄소 배출이 없어서, 암모니아 70%를 사용하면 이산화탄소 배출도 70%가 줄어든다. 암모니아 NH3에는 질소 N과 수소 H만 있다. 탄소 C가 없다. 따라서 이산화탄소 CO2가 배출되지 않는다.

### 안전성
액상 암모니아는 가솔린 보다 안전하다.

## 개조
완전히 새로운 엔진이 필요한 것이 아니라, 기존 가솔린 차량 또는 디젤 차량을 약간만 개조하여 사용할 수 있다.

## 출력
기존 가솔린차보다 연소속도가 1/6이라서, 초기 연소는 가솔린의 도움이 필요하며, 출력도 가솔린보다 낮은 것이 단점이다.
암모니아의 부피당 에너지 밀도는 리터당 17메가줄이다. 수소 10, 메탄올 18, 디메틸에테르 21, 가솔린 34이다.
사람이 심장과 폐를 가진 것처럼, 자동차도 심장인 엔진과 폐인 흡기장치와 배기장치로 구성되어 있는데, 엔진이 저출력인 경우, 흡기구를 보강하면 고출력을 만들 수 있다. 강제적으로 더 많은 공기를 빨아들이는 흡기장치를 터보차저라고 한다.

## 정부 허가
정부가 암모니아를 자동차 연료로 허가해 줘야 운행이 가능하다. 암모니아는 석유 연료가 상용화 되기 이전에 자동차 연료로 사용되었다. 2차대전 이전의 벨기에 버스가 암모니아 버스였다.

## 충전소
전국에 액상 암모니아 충전소를 설치해야 한다.